# Vargkorset

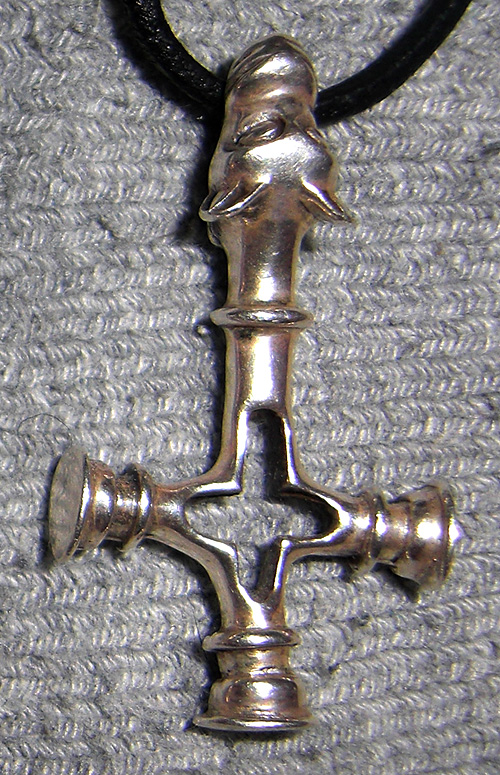
Kopia av vargkorset.

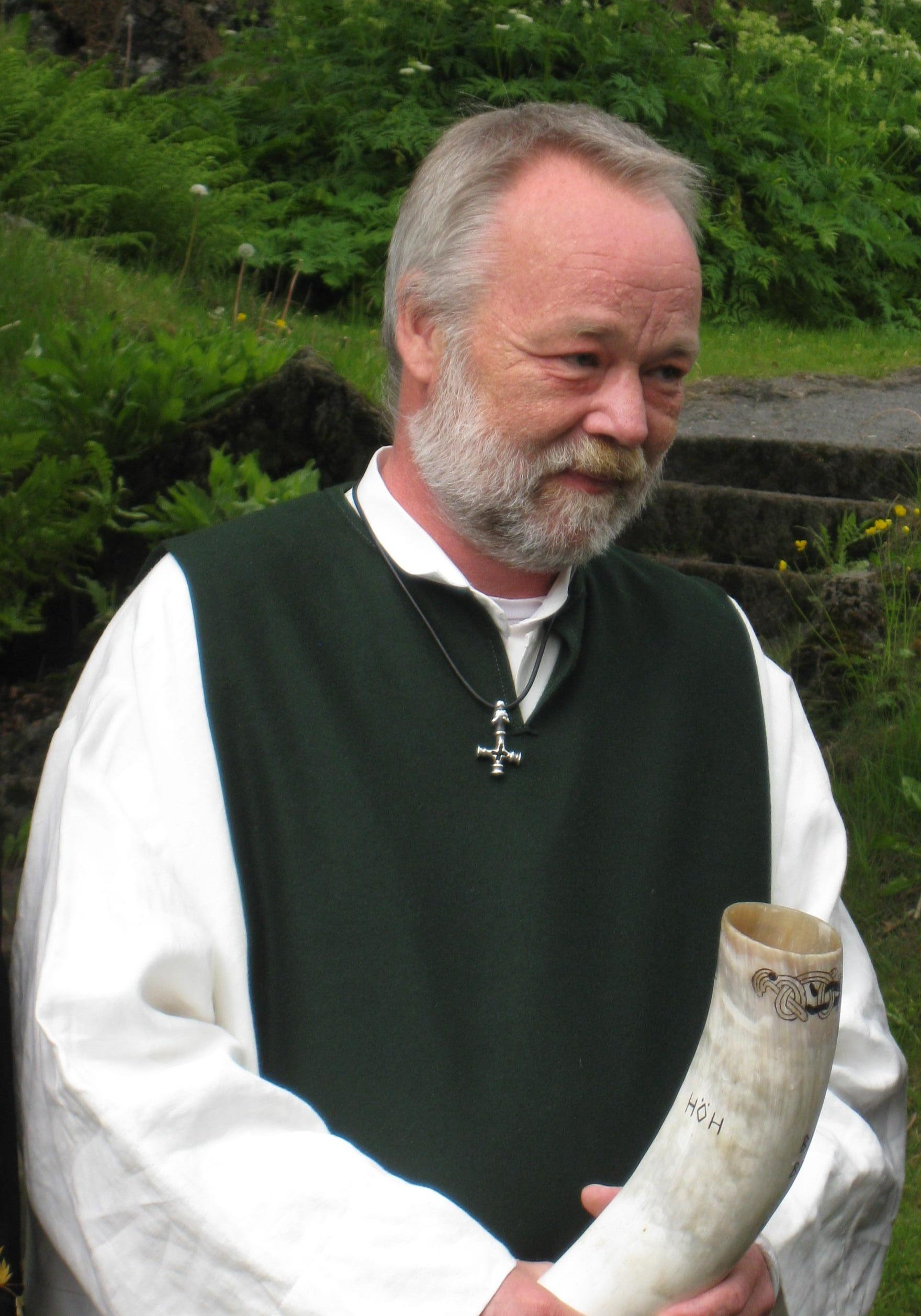
Allsherjargode Hilmar Örn Hilmarsson bär här varghammaren.

Vargkorset eller varghammaren är ett vikingatida silversmycke funnet i Foss på Island. Fyndet är mest känt för att forskare debatterat huruvida det är fråga om ett kristet kors eller en hednisk torshammare.

## Upphittandet
År 1910 hittade man vargkorset på en bar jordfläck i Foss i Hrunamannahreppur i Árnessýsla, regionen Suðurland på södra Island. Fyndet har nummer 6077 i Islands Nationalmuseums samlingar. Tidigare hade man på samma plats funnit en miniatyryxa av silver. Vargkorset brukar dateras till 900-talet eller vikingatiden i allmänhet.

## Beskrivning
Silverkorset har tre liklånga armar samt en fjärde längre korsarm med ett djurhuvud så att korset kan hängas på en halskedja genom djurets mun. Den vanligaste tolkningen är att det är fråga om ett varghuvud, vilket gett det namnet vargkorset. Korsmitten är genombruten av ytterligare ett kors.

## Tolkning
Det råder delade meningar huruvida man ska tolka vargkorset som ett kors eller som en särskild isländsk modell av torshammare. Då fyndet är det enda i sitt slag är det svårt att sätta det i ett arkeologiskt och historiskt sammanhang. Det som talar för att det skulle vara en hednisk torshammare är likheten med den hammare som hålls av den kända Torsfiguren från Eyrarland utanför Akureyri på norra Island. Det som talar för att det skulle vara ett kristet kors är att bortsett från varghuvudet så har vargkorset stora likheter med iriska kors från samma tid. Rent formmässigt är det ett så kallat Petruskors, det vill säga ett uppochnedvänt kors. En vanlig uppfattning är därför att vargkorset medvetet är utformat på ett tvetydigt sätt för att därigenom kunna fungera som både kristet kors och som hednisk torshammare. 

## Nutida användning
Det finns många nutida kommersiella kopior av vargkorset med varierande trogenhet till originalet, då vargkorset är ett populärt halssmycke bland personer med intresse för historia och då särskilt vikingatid. Bland islänningar kan man se både kristna och asatroende bära vargkorset. Vargkorset bärs också av rockmusiker och arkeologer. Eftersom det råder delade meningar kring vargkorsets betydelse är det helt enkelt upp till bäraren att själv bestämma dess innebörd.

## Populärkultur
- I filmen Korpen flyger bär huvudpersonen Gestur ett vargkors.
- I Vikingasystrar bärs ett vargkors av figuren Geirmund och frågan ställs om den föreställer ett kristet krucifix eller Tors hammare.